# Amund Gismervik
Amund Nordal Gismervik (Stavanger, 24 gennaio 1991) è un tuffatore norvegese. Ai Giochi olimpici di Londra 2012 ha rappresentato la Norvegia.

## Biografia
Nel 2011 ha partecipato ai campionati europei di tuffi svoltisi per la seconda volta consecutiva a Torino, gareggiando nel concorso dei tuffi dal trampolino 1 metro ed in quello dalla piattaforma 10 metri. In entrambi i casi è stato eliminato nel turno qualificatorio e non è riuscito ad accedere alla finale.
Ha preso parte ai Campionati mondiali di nuoto di Shanghai nel luglio 2011 tuffandosi dalla piattaforma 10 metri maschile e dal trampolino 1 metro. Nel trampolino ha ottenuto il dodicesimo piazzamento nel turno qualificatorio, l'ultimo utile per l'accesso alla fase finale; in finale ha concluso la gara al decimo posto. Nella piattaforma è stato eliminato nel turno preliminare con il trentatreesimo punteggio.
Ai Giochi olimpici di Londra 2012 nel concorso dei tuffi dalla piattaforma 10 metri è stato eliminato con il ventiquattresimo posto nel turno preliminare.